# Roadtrippers
Roadtrippers is een Nederlands televisieprogramma van StukTV waarin verschillende teams in twintig dagen tijd met een beperkt budget de wereld rond reizen. Het is de bedoeling zo ver mogelijk van het startpunt zien te komen.

## Geschiedenis
De indeling van de teams verandert per seizoen. Team 1 bestaat sinds het eerste seizoen uit het trio Giel de Winter, Stefan Jurriens en Thomas van der Vlugt, onder de noemer "Team StukTV". Team 2 wisselt elk jaar. In seizoen 1 (2014) bestond het team uit JayJay Boske, Tess Milne en Simon Zijlemans, onder de noemer "Team Veronica". Het jaar erna werd Zijlemans vervangen door rapper Kraantje Pappie. Omdat de uitzendrechten dit jaar bij RTL 5 lagen, werd de naam "Team Veronica" geschrapt en bleef het naamloos. In seizoen 3 (2016) zouden Boske en Kraantje Pappie vervangen worden door Shelly Sterk en Gwen van Poorten, terwijl Milne onderdeel van het team bleef. Dit was de eerste keer dat een team uit drie vrouwen bestond.
Voor het seizoen Roadtrippers "8 Friends" (uitgezonden in 2017) werd het concept overhoop gehaald en speelden de leden van StukTV niet langer samen, maar tegen elkaar. Er waren dus niet langer twee teams van drie maar drie teams van twee personen.
In 2018 werd wederom een variant op Roadtrippers uitgezonden. De naam veranderde in Madtrip en de jongens van StukTV namen het op tegen Nesim El Ahmadi, Dionne Slagter en Peter de Harder. Ze kregen €500 om een auto te kopen en moesten zo veel mogelijk opdrachten uitvoeren (maximaal 100) om de pot zo groot mogelijk te maken. Deze pot kon daarna door iedereen gewonnen worden.
Vanaf 2019 werd het originele concept weer uitgevoerd. In dat seizoen speelden de mannen van StukTV samen, tegen een team bestaande uit JayJay Boske, Iris Enthoven en Jessie Jazz Vuijk en tegen een team bestaande uit drie onbekende Nederlanders. Het seizoen daarna (2020) werden Boske en Vuijk vervangen door Bizzey en Rijk Hofman. In het zesde seizoen (2022) keerde Boske weer terug, terwijl Enthoven, evenals Milne al eerder deed, drie seizoenen achter elkaar zou meespelen. Chahid Charrak speelde dat jaar voor het eerst mee.
De serie wordt gesponsord door Mentos.

### Teamindeling
|  | Team StukTV  |
|  | Andere team  |
|  | Geen teamlid |

| Teamlid              | Seizoen                                                    | Seizoen                                                    | Seizoen                                                    | Seizoen             | Seizoen                          | Seizoen                                                                                   | Seizoen                                                                                   | Seizoen                                                                                   | Seizoen            |
| Teamlid              | Seizoen 1 Amersfoort                                       | Seizoen 2 New York                                         | Seizoen 3 Hongkong                                         | Seizoen "8 Friends" | Seizoen "Madtrip" Radio Kootwijk | Seizoen 4 Noordkaap                                                                       | Seizoen 5 Athene                                                                          | Seizoen 6 Boerne                                                                          | Seizoen 7 Santa Fe |
| -------------------- | ---------------------------------------------------------- | ---------------------------------------------------------- | ---------------------------------------------------------- | ------------------- | -------------------------------- | ----------------------------------------------------------------------------------------- | ----------------------------------------------------------------------------------------- | ----------------------------------------------------------------------------------------- | ------------------ |
| Giel de Winter       | Team StukTV                                                | Team StukTV                                                | Team StukTV                                                | Team Giel & Kelvin  | Team StukTV                      | Team StukTV                                                                               | Team StukTV                                                                               | Team StukTV                                                                               | Team StukTV        |
| Stefan Jurriens      | Team StukTV                                                | Team StukTV                                                | Team StukTV                                                | Team Stefan & Kaj   | Team StukTV                      | Team StukTV                                                                               | Team StukTV                                                                               | Team StukTV                                                                               | Team StukTV        |
| Thomas van der Vlugt | Team StukTV                                                | Team StukTV                                                | Team StukTV                                                | Team Thomas & Bibi  | Team StukTV                      | Team StukTV                                                                               | Team StukTV                                                                               | Team StukTV                                                                               |                    |
| Simon Zijlemans      | Team Veronica                                              |                                                            |                                                            |                     |                                  |                                                                                           |                                                                                           |                                                                                           |                    |
| JayJay Boske         | Team Veronica / Team Jayjay - Tess - Kraantje              | Team Veronica / Team Jayjay - Tess - Kraantje              |                                                            |                     |                                  | Team JayJay - Iris - Jessie Jazz                                                          |                                                                                           | Team JayJay - Iris - Chahid                                                               |                    |
| Tess Milne           | Team Veronica / Team Jayjay - Tess - Kraantje / Team Girls | Team Veronica / Team Jayjay - Tess - Kraantje / Team Girls | Team Veronica / Team Jayjay - Tess - Kraantje / Team Girls |                     |                                  |                                                                                           |                                                                                           |                                                                                           |                    |
| Kraantje Pappie      |                                                            | Team Jayjay - Tess - Kraantje                              |                                                            |                     |                                  |                                                                                           |                                                                                           |                                                                                           |                    |
| Shelly Sterk         |                                                            |                                                            | Team Girls                                                 |                     |                                  |                                                                                           |                                                                                           |                                                                                           |                    |
| Gwen van Poorten     |                                                            |                                                            | Team Girls                                                 |                     |                                  |                                                                                           |                                                                                           |                                                                                           |                    |
| Kelvin Boerma        |                                                            |                                                            |                                                            | Team Giel & Kelvin  |                                  |                                                                                           |                                                                                           |                                                                                           |                    |
| Kaj van der Ree      |                                                            |                                                            |                                                            | Team Stefan & Kaj   |                                  |                                                                                           |                                                                                           |                                                                                           |                    |
| Bibi Breijman        |                                                            |                                                            |                                                            | Team Thomas & Bibi  |                                  |                                                                                           |                                                                                           |                                                                                           |                    |
| Nesim El Ahmadi      |                                                            |                                                            |                                                            |                     | Team Nesim - Dionne - Peter      |                                                                                           |                                                                                           |                                                                                           |                    |
| Dionne Slagter       |                                                            |                                                            |                                                            |                     | Team Nesim - Dionne - Peter      |                                                                                           |                                                                                           |                                                                                           |                    |
| Peter de Harder      |                                                            |                                                            |                                                            |                     | Team Nesim - Dionne - Peter      |                                                                                           |                                                                                           |                                                                                           |                    |
| Iris Enthoven        |                                                            |                                                            |                                                            |                     |                                  | Team JayJay - Iris - Jessie Jazz / Team Bizzey - Iris- Rijk / Team JayJay - Iris - Chahid | Team JayJay - Iris - Jessie Jazz / Team Bizzey - Iris- Rijk / Team JayJay - Iris - Chahid | Team JayJay - Iris - Jessie Jazz / Team Bizzey - Iris- Rijk / Team JayJay - Iris - Chahid |                    |
| Jessie Jazz Vuijk    |                                                            |                                                            |                                                            |                     |                                  | Team JayJay - Iris - Jessie Jazz                                                          |                                                                                           |                                                                                           |                    |
| Bizzey               |                                                            |                                                            |                                                            |                     |                                  |                                                                                           | Team Bizzey - Iris - Rijk                                                                 |                                                                                           |                    |
| Rijk Hofman          |                                                            |                                                            |                                                            |                     |                                  |                                                                                           | Team Bizzey - Iris - Rijk                                                                 |                                                                                           | Team Marijn - Rijk |
| Chahid Charrak       |                                                            |                                                            |                                                            |                     |                                  |                                                                                           |                                                                                           | Team JayJay - Iris - Chahid                                                               |                    |
| Marijn Kuipers       |                                                            |                                                            |                                                            |                     |                                  |                                                                                           |                                                                                           |                                                                                           | Team Marijn - Rijk |

## Seizoenenoverzicht en budget per team
| Seizoen   | Afleveringen | Start             | Finale           | Budget per team |
| --------- | ------------ | ----------------- | ---------------- | --------------- |
| 1         | 10           | 4 oktober 2014    | 6 december 2014  | 500 euro        |
| 2         | 10           | 10 oktober 2015   | 12 december 2015 | 100 dollar      |
| 3         | 10           | 8 oktober 2016    | 10 december 2016 | 100 euro        |
| 8 Friends | 8            | 17 juni 2017      | 5 augustus 2017  | 150 euro        |
| Madtrip   | 8            | 1 september 2018  | 20 oktober 2018  | 100 euro        |
| 4         | 8            | 31 augustus 2019  | 19 oktober 2019  | 100 euro        |
| 5         | 8            | 5 september 2020  | 24 oktober 2020  | 250 euro        |
| 6         | 8            | 3 september 2022  | 22 oktober 2022  | 100 dollar      |
| 7         | 8            | 23 september 2023 | 11 november 2023 | 200 dollar      |

## Seizoen 1 (2014)
Seizoen 1 startte op 4 oktober 2014. De twee teams waren "team StukTV" en "team Veronica". Het startpunt was De Onze Lieve Vrouwetoren in Amersfoort. Met een budget van 500 euro per team moest er in twintig dagen tijd zover mogelijk gereisd worden. Het team dat zich na die twintig dagen het meest aantal kilometers van het startpunt bevond, werd als winnaar uitgeroepen. De winnaar was team StukTV, dat eindigde in Kuala Lumpur (Maleisië), op 10.171 kilometer afstand. Hiermee liet het team Veronica achter zich, dat met 2973 kilometer eindigde in Tan-Tan (Marokko).

### Overzicht afleveringen
| Team     | Start      | 1         | 2            | 3       | 4        | 5         | 6       | 7       | 8       | 9        | Finale       | Kilometers |
| -------- | ---------- | --------- | ------------ | ------- | -------- | --------- | ------- | ------- | ------- | -------- | ------------ | ---------- |
| StukTV   | Amersfoort | Gouvy     | St. Valentin | Sofia   | Dereköy  | Alanya    | Alanya  | Antalya | Bangkok | Khao Tao | Kuala Lumpur | 10.171     |
| Veronica | Amersfoort | Groningen | Berlijn      | Berlijn | Lissabon | Albufeira | Sevilla | Sevilla | Tanger  | Agadir   | Tan-Tan      | 2.973      |

## Seizoen 2 (2015)
Het tweede seizoen van Roadtrippers startte op 10 oktober 2015. In dit seizoen werd Simon Zijlemans vervangen door Kraantje Pappie. Verder bleef de team-indeling hetzelfde. Het startpunt was dit seizoen New York en het budget bedroeg 100 Amerikaanse dollar per team. Dit seizoen werd uitgezonden door RTL 5. Omdat dit seizoen niet meer op Veronica uitgezonden werd, had het team van JayJay Boske, Tess Milne en Kraantje Pappie geen naam. De winnaars waren JayJay - Tess - Kraantje, wie eindigden in Honolulu (Hawaï), op 7.937 kilometer afstand. Team StukTV eindigde in Ripple Rock (Canada) op 4.101 kilometer van het startpunt.

### Overzicht afleveringen
| Team                     | Start    | 1            | 2          | 3            | 4         | 5           | 6           | 7                | 8         | 9       | Finale      | Kilometers |
| ------------------------ | -------- | ------------ | ---------- | ------------ | --------- | ----------- | ----------- | ---------------- | --------- | ------- | ----------- | ---------- |
| StukTV                   | New York | Philadelphia | Harrisburg | Phoenix      | Las Vegas | Los Angeles | Los Angeles | Davis Creek Park | Kelso     | Seattle | Ripple Rock | 4.101      |
| JayJay - Tess - Kraantje | New York | Annapolis    | Hesston    | Indianapolis | Nashville | Memphis     | Amarillo    | Las Vegas        | Las Vegas | Reno    | Honolulu    | 7.937      |

## Seizoen 3 (2016)
Seizoen 3 van Roadtrippers werd door StukTV aangekondigd op 19 augustus 2016 door middel van een livestream op haar YouTube-kanaal. Kijkers mochten tijdens deze livestream de startlocatie kiezen. Er kon gekozen worden uit Hongkong, Kaapstad, Buenos Aires en Sydney. De startlocatie, Hongkong, werd aan het eind van de uitzending bekendgemaakt. In dit seizoen keert Tess Milne terug als tegenkandidaat, maar Kraantje Pappie en Jayjay Boske werden vervangen door Shelly Sterk en Gwen van Poorten. Dit seizoen werd opnieuw uitgezonden door RTL 5 en begon in de eerste week van oktober 2016. De winnaar was het team van StukTV, dat eindigde op een onbewoond eiland in een natuurgebied vlak bij de stad Turku in Finland, op 7.944 kilometer van het startpunt. Team Girls eindigde in Abu Dhabi, op 6.044 kilometer afstand van het beginpunt.

### Overzicht afleveringen
| Team   | Start    | 1        | 2         | 3       | 4      | 5               | 6               | 7       | 8     | 9               | Finale    | Kilometers |
| ------ | -------- | -------- | --------- | ------- | ------ | --------------- | --------------- | ------- | ----- | --------------- | --------- | ---------- |
| StukTV | Hongkong | Dongguan | Zhengzhou | Peking  | Peking | Kyzylzhar       | Jekaterinenburg | Moskou  | Tver  | Sint-Petersburg | Turku     | 7.944      |
| Girls  | Hongkong | Hongkong | Hongkong  | Nanning | Hanoi  | Ho Chi Minhstad | Phnom Penh      | Bangkok | Dubai | Dubai           | Abu Dhabi | 6.044      |

## Seizoen "8 Friends" (2017)
Het seizoen "8 Friends" heeft een andere opzet dan de andere seizoenen. In dit seizoen vormen Giel, Thomas en Stefan niet Team StukTV, maar strijden zij tegen elkaar, ieder samen met een teamgenoot. Giel vormt een team met Kelvin Boerma, Thomas met Bibi Breijman en Stefan met Kaj van der Ree. Ook anders dit seizoen is dat het niet gaat om het aantal afgelegde kilometers, maar om het vinden van de juiste 8 'vrienden' van over de hele wereld. Deze vrienden moeten zij vinden door middel van aanwijzingen en met deze vrienden een foto maken. De startlocatie is Rotterdam. In de laatste aflevering werd bekend hoeveel van de 7 vrienden elk team heeft gevonden. Vervolgens moest elk team naar Rotterdam liften om daar achtste vriend Fred van Leer te vinden. Het team van Giel en Kelvin won daarmee het seizoen.

### Overzicht afleveringen
De nummers hieronder corresponderen met die van de afleveringen.
| Team          | 1         | 2        | 3         | 4     | 5           | 6              | 7              | 8      | Vrienden  | Uitslag  |
| ------------- | --------- | -------- | --------- | ----- | ----------- | -------------- | -------------- | ------ | --------- | -------- |
| Giel & Kelvin | Rotterdam | Warschau | Dubai     | Tokio | San Antonio | Rio de Janeiro | Nairobi        | Parijs | 5/7 juist | Winnaars |
| Thomas & Bibi | Rotterdam | Krakau   | Abu Dhabi | Tokio | Tokio       | San Antonio    | Rio de Janeiro | Parijs | 1/7 juist | 3de plek |
| Stefan & Kaj  | Rotterdam | Warschau | Dubai     | Tokio | Dallas      | Buenos Aires   | Nairobi        | Parijs | 4/7 juist | 2de plek |

## Seizoen "Madtrip" (2018)
Ook het seizoen "Madtrip" kent een andere opzet dan de traditionele seizoenen van Roadtrippers. In plaats van het afleggen van de meeste kilometers, gaat het in dit seizoen om het verdienen van geld voor de pot. Het team dat na 8 afleveringen het meeste geld voor de pot heeft verdiend is de winnaar van deze editie. De pot werd na afloop van het seizoen uitgeloofd aan een willekeurige kijker. Voordat de reis begon kregen de teams een lijst van 100 opdrachten mee. Makkelijke opdrachten waren 50 euro waard, moeilijkere opdrachten 100 of zelfs 200 euro. Het noodbudget bedroeg dit jaar 100 euro. Wel hoefden de teams niet zelf voor vervoer te zorgen gedurende de gehele reis, in plaats daarvan kregen ze 500 euro mee om zelf een auto te kopen voor hun reis. StukTV vormde dit seizoen weer één team en nam het op tegen een team dat werd gevormd door Nesim El Ahmadi, Dionne Slagter en Peter de Harder. Deze laatsten kwamen als winnaar uit de bus, want zij hadden na afloop 5.000 euro voor de pot verzameld, terwijl StukTV 4.950 euro had verdiend. Het startpunt dit seizoen was Radio Kootwijk.

### Overzicht afleveringen
| Team                  | Start          | 1            | 2        | 3        | 4         | 5                  | 6        | 7         | Finale | Geld      |
| --------------------- | -------------- | ------------ | -------- | -------- | --------- | ------------------ | -------- | --------- | ------ | --------- |
| StukTV                | Radio Kootwijk | Heijenrath   | Bitburg  | Salzburg | Ljubljana | Verona (Mattarana) | Monaco   | Gap       | Genève | € 4.950,- |
| Nesim, Dionne & Peter | Radio Kootwijk | Sas van Gent | Oostende | Zürich   | Lyon      | Lloret de Mar      | Alicante | Antequera | Tavira | € 5.000,- |

## Seizoen 4 (2019)
In het vierde seizoen vormt StukTV één team en neemt het op tegen JayJay Boske, Iris Enthoven en Jessie Jazz Vuijk. Er is dit jaar ook een derde team met onbekende Nederlanders dat gevolgd kan worden via het Instagram-kanaal van StukTV. Dit team bestaat uit Laura van Ree, Lauren Strootman en Iman Whitfield. Het startpunt dit seizoen is de Noordkaap in Noorwegen. 

### Overzicht afleveringen
| Team                 | Start     | 1           | 2         | 3         | 4          | 5         | 6     | 7        | Finale               | Kilometers |
| -------------------- | --------- | ----------- | --------- | --------- | ---------- | --------- | ----- | -------- | -------------------- | ---------- |
| StukTV               | Noordkaap | Alta        | Rovaniemi | Tallinn   | Białystok  | Katowice  | Graz  | Petina   | Qrendi (Blauwe Grot) | 3.996      |
| JayJay, Iris, Jessie | Noordkaap | Rotsund     | Stockholm | Rostock   | Praag      | Zagreb    | Zadar | Napels   | Messina              | 3.799      |
| Team Girls           | Noordkaap | Honningsvåg | Luleå     | Stockholm | Kopenhagen | Frankfurt | Lyon  | Alicante | Casablanca           | 4.625      |

## Seizoen 5 (2020)
In het vijfde seizoen neemt team StukTV het op tegen een team bestaande uit Bizzey, Iris Enthoven en Rijk Hofman. Vanwege de coronapandemie wordt er dit seizoen niet gelift, maar moeten beide teams kilometers maken in een tuktuk die zij zelf besturen. Vanwege de pandemie mogen zij ook uitsluitend door de landen van de Europese Unie reizen. Omdat het noodbudget (250 euro) te weinig is om alle brandstof te betalen, moeten de teams met de tuktuks zogenaamde 'boost points' zien te bezoeken. Daar moeten ze een foto als bewijs opsturen. Vervolgens krijgen ze 125 euro extra noodbudget. Het startpunt is Athene, Griekenland.

### Overzicht afleveringen
| Team                | Start  | 1            | 2            | 3       | 4          | 5       | 6         | 7                     | Finale      | Kilometers |
| ------------------- | ------ | ------------ | ------------ | ------- | ---------- | ------- | --------- | --------------------- | ----------- | ---------- |
| StukTV              | Athene | Delphi       | Ionische Zee | Ravenna | Cavalese   | Seefeld | Bodenmeer | Aarlen                | Brussel     | 2.126      |
| Bizzey, Iris & Rijk | Athene | Ionische Zee | Rimini       | Parma   | Laigueglia | Monaco  | Nyons     | Nabij Le Puy-en-Velay | La Rochelle | 2.235      |

## Seizoen 6 (2022)
In het zesde seizoen neemt team StukTV het op tegen een team bestaande uit JayJay Boske, Iris Enthoven en Chahid Charrak. De teams krijgen 100 dollar als noodbudget. Elke aflevering krijgen ze een vraag over Roadtrippers, beantwoorden ze deze goed ontvangen zij 50 dollar voor het noodbudget. Het startpunt is op de Enchanted Springs Ranch nabij Boerne, Verenigde Staten.

### Overzicht afleveringen
| Team                  | Start                           | 1           | 2          | 3         | 4                | 5                | 6             | 7             | Finale          | Kilometers |
| --------------------- | ------------------------------- | ----------- | ---------- | --------- | ---------------- | ---------------- | ------------- | ------------- | --------------- | ---------- |
| StukTV                | Enchanted Springs Ranch, Boerne | San Antonio | Fort Worth | Keller    | Des Moines       | Chicago          | Detroit       | Campbellcroft | Louiseville     | 2882 km    |
| JayJay, Iris & Chahid | Enchanted Springs Ranch, Boerne | Dallas      | Greenwood  | Stapleton | Saint Petersburg | Saint Petersburg | Santo Domingo | San Juan      | Roosevelt Roads | 3580 km    |

## Seizoen 7 (2023)
In het zevende seizoen namen Stefan en Giel het op tegen het duo bestaande uit Rijk Hofman en Marijn Kuipers. Het startpunt lag ten zuiden van Santa Fe, in Bolivia. De reis werd, net als in 2020, afgelegd per tuktuk. Echter, Stefan en Giel legden het laatste deel van hun reis af zonder dit voertuig. Thomas deed niet mee aan dit seizoen vanwege de opnames van (On)mogelijk.

### Overzicht afleveringen
| Team          | Start    | 1          | 2                     | 3                       | 4       | 5         | 6            | 7       | Finale    | Kilometers |
| ------------- | -------- | ---------- | --------------------- | ----------------------- | ------- | --------- | ------------ | ------- | --------- | ---------- |
| Giel & Stefan | Santa Fe | Santa Cruz | Comarapa              | Cochabamba              | Bombeo  | La Paz    | Copacabana   | Kasani  | Cuzco     | 1010 km    |
| Rijk & Marijn | Santa Fe | Santa Cruz | San José de Chiquitos | El Carmen Rivero Tórrez | Corumbá | Anastácio | Campo Grande | Bálsamo | São Paulo | 1465 km    |